# Victor Zuckerkandl (Musikwissenschaftler)
Victor Zuckerkandl, auch Viktor Zuckerkandl (* 2. Juli 1896 in Wien, Österreich-Ungarn; † 24. April 1965 in Ascona), war ein österreichischer Musikwissenschaftler.

## Leben
Er wuchs als Sohn des Urologen Otto Zuckerkandl und dessen Frau Amalie, geb. Schlesinger, in Wien auf. Bereits ab 1912 gehörte er zum Schülerkreis des Musiktheoretikers Heinrich Schenker und studierte Klavier bei Richard Robert. Nach Kriegsdienst im Ersten Weltkrieg war er zunächst als Chor- und Orchesterdirigent in Wien tätig. Zur Ergänzung seiner Ausbildung studierte er Musikwissenschaft, Kunstgeschichte und Philosophie an der Universität Wien und schloss 1927 mit einer Dissertation über Prinzipien und Methoden der Instrumentation in Mozarts dramatischen Werken ab. In den Jahren bis zu seiner Flucht vor den Nationalsozialisten im Jahr 1938 war er zunächst als Musikkritiker, ab 1934 auch als Lektor im Verlag Bermann Fischer tätig. 1940 bis 1942 lehrte er Musikwissenschaft am Wellesley College in Boston und arbeitete 1942 bis 1944 in einer Rüstungsfabrik. 1946 bis 1948 lehrte er Musiktheorie an der New School in New York, von 1948 bis 1964 am St. John’s College in Annapolis. Von 1960 bis 1964 hielt er regelmäßig Vorträge bei den Eranos-Tagungen in Ascona, wo er auch die letzten Monate seines Lebens verbrachte.

## Wirken
Victor Zuckerkandl war tief geprägt von seinem Lehrer Heinrich Schenker, zu dem er sich auch zeitlebens bekannte. Die Tatsache, dass er in den USA vor allem fachfremde Studenten in Musik zu unterrichten hatte, begünstigte zweifellos eines seiner Hauptanliegen, Musikwissenschaft nicht als abstrakte Werkbetrachtung, sondern immer im Hinblick auf den Menschen zu betreiben. So zielten seine eigenen Arbeiten auf ein umfassendes Verständnis der Musik und des musikalischen Erlebens im Schnittfeld musikpsychologischer, -anthropologischer und -philosophischer Fragestellungen. 1956 und 1959 veröffentlichte er zwei seiner Hauptwerke in englischer Sprache, 1963 auf Deutsch das zentrale Werk Die Wirklichkeit der Musik. Innerhalb der Musikwissenschaft war er ein unbeachteter Außenseiter. Eine größere Resonanz fand er erst in dem interdisziplinär arbeitenden Eranos-Kreis, zu dem so bedeutende Forscher wie Mircea Eliade, Karl Kerényi und Adolf Portmann gehörten. Ein Band mit Zuckerkandls bei den Eranos-Tagungen gehaltenen Vorträgen erschien 1964 unter dem Titel Vom musikalischen Denken.
In der deutschsprachigen Musikwissenschaft wurde Zuckerkandl erst in den 1990er Jahren wiederentdeckt, vor allem durch die Arbeiten des Musikethnologen Wolfgang Suppan.

## Bedeutung
„Er hat sich an etwas herangewagt, was selten unternommen und nie recht geglückt ist: eine Antwort auf die Frage nach dem Wesen der Musik, nach ihrer ganz und gar eigentümlichen Stellung und Wirkung unter den mannigfachen Ausdrucksweisen des Menschen.“

## Werke (Auswahl)
- Sound and Symbol I. Music and the external world. Princeton 1956.
- The Sense of Music. Princeton 1959.
- Die Wirklichkeit der Musik. Zürich 1963.
- Vom musikalischen Denken. Zürich 1964.
- Sound and Symbol II. Man the Musician. Princeton 1973.